# Nobori

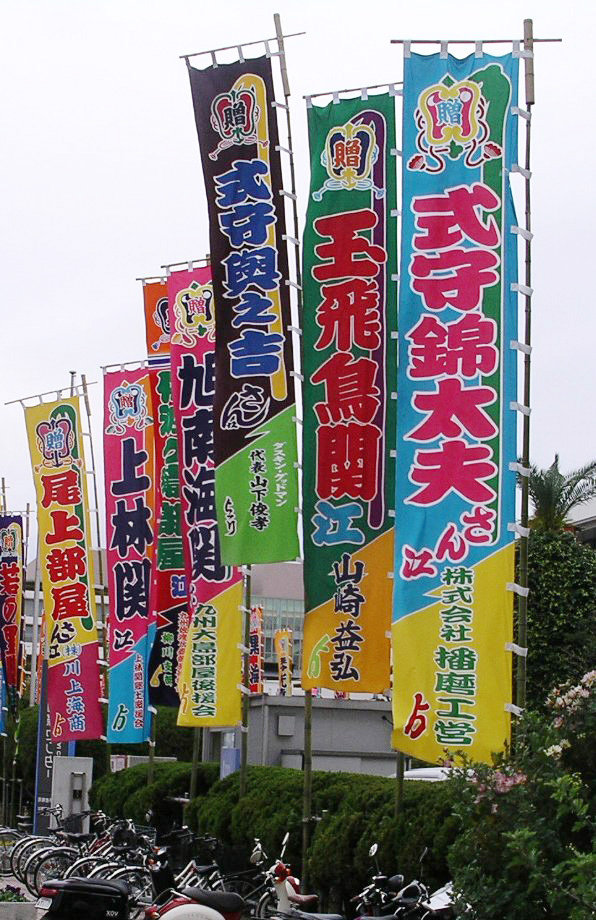
Nobori de sumo.

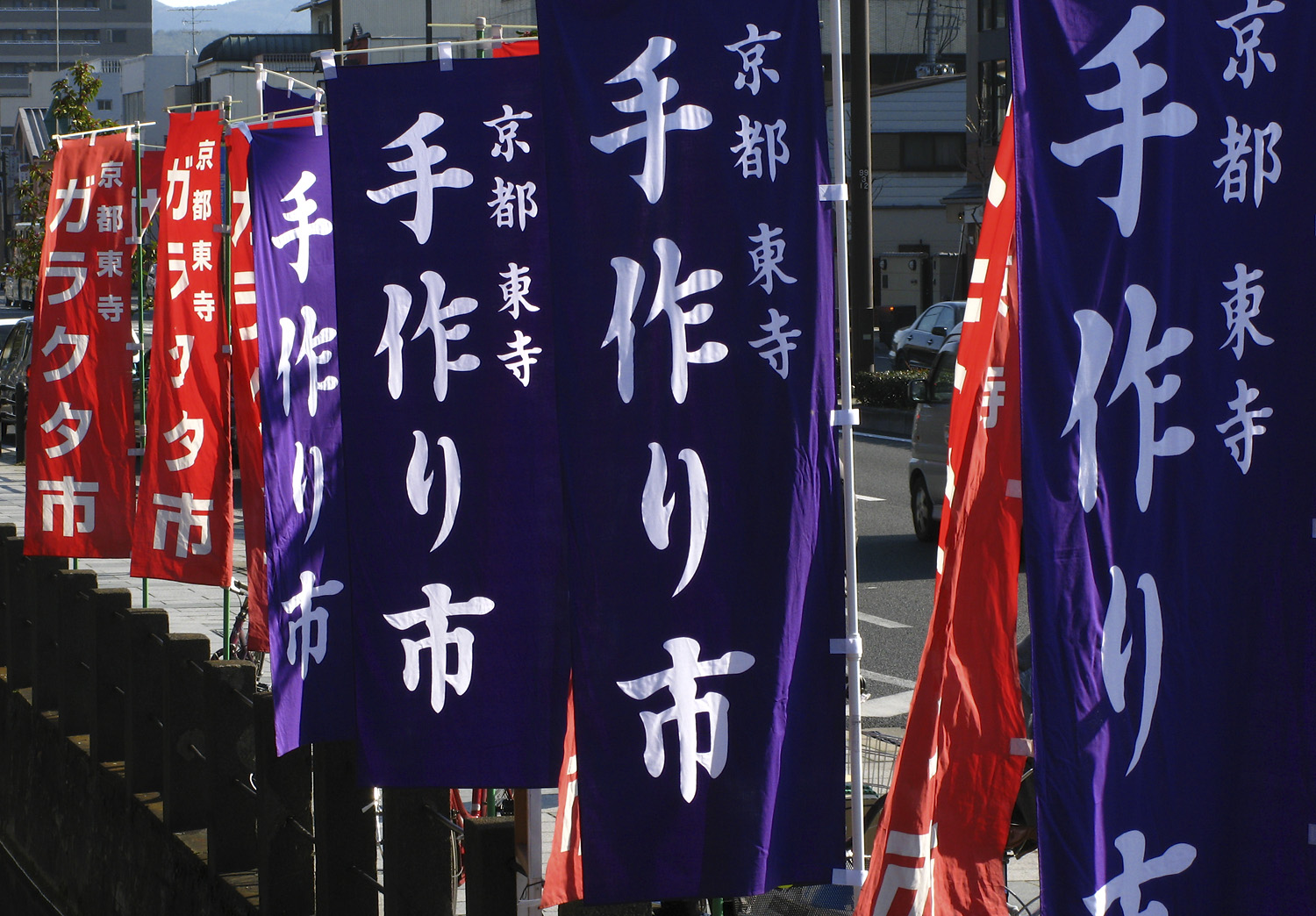
Coloridos nobori en las afueras del Tō-ji.

Los nobori (幟 lit. bandera?) eran un tipo de banderolas que se utilizaban en el campo de batalla en el Japón feudal. Se empleaban para identificar las unidades de un ejército y su uso se popularizó durante el período Sengoku junto con las hata-jirushi. Este tipo de banderas eran largas y angostas y siempre se mantenían visibles e identificables en el campo de batalla.
Aunque generalmente se utilizaban para representar distintas divisiones de un ejército, los nobori algunas veces se hacían idénticas para producir una impresionante e intimidante demostración de banderas enemigas.
Los nobori se utilizan hoy en día durante festivales y eventos deportivos en el Japón.
- Datos: Q1068772
- Multimedia: Nobori / Q1068772